# Lamellitettix gallinaceus
Lamellitettix gallinaceus är en insektsart som först beskrevs av Carl Stål 1877.  Lamellitettix gallinaceus ingår i släktet Lamellitettix och familjen torngräshoppor. Inga underarter finns listade i Catalogue of Life.